# Nortilidin
Nortilidin je aktivni metabolit leka tilidina. On se formira iz tilidina putem demitilacije u jetri. Racemat ima opioidne analgetičke efekte, i ekvivalentno je potentan sa morfinom mada virtualno sva opioidna aktivnost dolazi od (1R,2S) izomera. (1S,2R) izomer deluje kao NMDA antagonist. Lek je takođe aktivan kao inhibitor dopaminskog preuzimanja.